# Londonderry (Nou Hampshire)
Londonderry és una població dels Estats Units a l'estat de Nou Hampshire. Segons el cens del 2007 tenia 24.975 habitants.

## Demografia
Segons el cens del 2000, Londonderry tenia 23.236 habitants, 7.623 habitatges, i 6.319 famílies. La densitat de població era de 214,6 habitants per km².
Dels 7.623 habitatges en un 50,3% hi vivien nens de menys de 18 anys, en un 70,9% hi vivien parelles casades, en un 8,6% dones solteres, i en un 17,1% no eren unitats familiars. En el 12,9% dels habitatges hi vivien persones soles el 3,3% de les quals corresponia a persones de 65 anys o més que vivien soles. El nombre mitjà de persones vivint en cada habitatge era de 3,05 i el nombre mitjà de persones que vivien en cada família era de 3,36.
Per edats la població es repartia de la següent manera: un 32,9% tenia menys de 18 anys, un 5,8% entre 18 i 24, un 32,7% entre 25 i 44, un 23,2% de 45 a 60 i un 5,3% 65 anys o més.
L'edat mediana era de 35 anys. Per cada 100 dones de 18 o més anys hi havia 95,1 homes.
La renda mediana per habitatge era de 70.501$ i la renda mediana per família de 73.513$. Els homes tenien una renda mediana de 50.566$ mentre que les dones 33.821$. La renda per capita de la població era de 26.491$. Entorn de l'1,6% de les famílies i el 2,1% de la població estaven per davall del llindar de pobresa.